# Vaste dravik
Vaste dravik (Bromopsis) is een geslacht dat behoort tot de grassenfamilie (Gramineae oftewel Poaceae). In het verleden werden de soorten uit dit geslacht tot het geslacht dravik (Bromus) gerekend.
In Nederland komen de volgende soorten en ondersoorten voor:
- Bromopsis ramosa
  - Ruwe dravik (Bromopsis ramosa subsp. ramosa)
  - Bosdravik (Bromopsis ramosa subsp. benekenii)
- Bergdravik (Bromopsis erecta)
- Bromopsis inermis
  - Kweekdravik (Bromopsis inermis subsp. inermis)
  - Bromopsis inermis subsp. pumpelliana